# كارولاينا موران
كارولاينا موران (بالإسبانية: Carolina Morán)‏ هي عارضة مكسيكية، ولدت في 30 ديسمبر 1987 في مانزانيلو في المكسيك.